# Arena Armeec
De Arena Armeec is een multifunctioneel sportstadion, gelegen in Sofia, Bulgarije. Met 17.000 zitplaatsen is het de grootste indoorarena van het land. In 2015 werd er het junior Eurovisiesongfestival georganiseerd.

## Geschiedenis
In 2009 werd er gestart met de bouw van de arena, die uiteindelijk twee jaar zou duren. Er kunnen dertig sporten beoefend worden, maar ook concerten plaatsvinden. Het eerste grote optreden was van de Fransman Jean-Michel Jarre, op 9 oktober 2011. Het eerste grote sportevenement was de finale van de FIVB World League 2012. De Bulgaarse nationale volleybalploeg gebruikt de arena overigens als thuisbasis.

## Belangrijke evenementen

### Sport
- ATP-toernooi van Sofia in 2016, 2017, 2018, 2019, 2020, 2021
- Finale FIVB World League 2012
- Tournament of Champions 2012, 2013 en 2014
- Deaflympische Zomerspelen 2013
- Europese kampioenschappen turnen 2014
- Europees kampioenschap volleybal mannen 2015
- Wereldkampioenschappen ritmische gymnastiek 2018
- Wereldkampioenschappen shorttrack 2019
- Europese kampioenschappen judo 2022

### Muziek
- Junior Eurovisiesongfestival 2015
- Verschillende concerten